# Michael Hauser (Musikethnologe)
Michael Hauser (* 28. April 1930; † April 2016) war ein dänischer Musikethnologe.

## Leben
Michael Hauser war von 1958 bis 1995 als Musik- und Sportlehrer an der Kathedralschule in Roskilde tätig, organisierte Konzerte und leitete den Chor. Zeitweise unterrichtete er auch an Det Kongelige Danske Musikkonservatorium. Er begann sich 1958 für die Musik der Inuit zu interessieren, als einer seiner Professoren ihn auf die Forschung Erik Holtveds aufmerksam gemacht hatte, und reiste 1962 erstmals nach Qaanaaq, um Trommellieder der Inughuit einzusammeln. In der Folge veröffentlichte er mehrere Bücher mit seinen Aufzeichnungen.
Für seine Arbeit erhielt er am 7. September 2005 den Nersornaat in Silber. 2012 wurde er zum Ehrendoktor des Ilisimatusarfik ernannt. Michael Hauser starb im April 2016 kurz vor seinem 86. Geburtstag.

## Werke (Monografien)
- 1979: Eskimoisk trommesang, dans, digtning, livssyn, leg og tegninger / Eskimuut inngerutaat, tivaasaat, pitsiaat, eqqarsaatersuutaat, pinnguaataat titartagaallu.
- 1984: Indsamling af traditionel polareskimoisk musik (mit Pauline Motzfeldt Lumholt).
- 1985: Kalaallit inngerutaannik nipilersortarnerannillu immikkoortiterineq / Klassifikation af traditionel grønlandsk musik / Classification of traditionl Greenland music (mit Hans Christian Petersen).
- 1987: Traditionelle grønlandske sange / Kalaallit inngerutitoqaat.
- 1987: Hymns of the Moravian Church in Greenland.
- 1991: Traditional Greenlandic music / Kalaallit inngerutaat nipilersortarnerallu / Traditionel grønlandsk musik.
- 2006: Kalaallit inngerutinik atuinerat / Trommesangtraditionen i Grønland / The drum song tradition in Greenland (mit Hans Christian Petersen).
- 2010: Traditional Inuit songs from the Thule area (2 Bände).
- 2011: Christian Ledenip Uummannami Upernavimmilu 1909-mi 1912-imilu immiussai – iliqqorsuutit erinarsuutit taallallu / Christian Ledens lydsamlinger fra Uummannaq og Upernavik, fra 1909 og 1912 – sange, vrøvlevers og digte / Christian Leden's audio collections from Uummannaq and Upernavik, from 1909 and 1912 (mit Arnaq Grove und Hivshu Robert Peary).